# Plan-d’Aups-Sainte-Baume
Plan-d’Aups-Sainte-Baume település Franciaországban, Var megyében. Lakosainak száma 2430 fő (2022. január 1.). Plan-d’Aups-Sainte-Baume Auriol, Cuges-les-Pins, Gémenos, Mazaugues, Nans-les-Pins, Riboux, Saint-Zacharie és Signes községekkel határos.

## Népesség
A település népességének változása:
| Lakosok száma | 1955 | 2067 | 2138 | 2158 | 2174 | 2187 | 2235 | 2333 | 2430 |
|               | 2013 | 2015 | 2016 | 2017 | 2018 | 2019 | 2020 | 2021 | 2022 |